# Маментьева, Раиса Владимировна
Раи́са Влади́мировна Маме́нтьева (дев. Ефимова) (5 марта 1927, Москва, РСФСР, СССР — 2 декабря 2001, Москва, Россия) — советская баскетболистка. Заслуженный мастер спорта СССР (1952).

## Биография
Родилась в семье служащих. Отец, Владимир Иосифович Колмыков, начинал карьеру телефонистом на железной дороге, где и встретил свою будущую супругу Марию Никандровну Ефимову, работавшей там же телефонисткой. Молодые люди некоторое время жили в гражданском браке и только после рождения двух дочерей — Нины и Раи — оформили свои отношения, причем Раиса была записана на фамилию матери — Ефимова.
С детства увлекалась физкультурой. Школьный учитель физкультуры, отмечая успехи девочки, познакомил ее с тренером спортивной школы в районе улицы Земляной Вал в Москве, в которой она выбрала секцию баскетбола.
Выступала за «Локомотив» (Москва) (1943—1953). Стала серебряным призером в 1949 году и четырежды бронзовым призером в 1947, 1948, 1950, 1951 годах.
После вылета «Локомотива» из высшего дивизиона перешла в клуб МАИ (1954—1958). Чемпионка СССР (1954, 1955, 1956).
В составе сборной команды СССР — с 1948 по 1958 годы. Четырёхкратная чемпионка Европы (1950, 1952, 1954, 1956). Победительница I Спартакиады народов СССР (1956), победительница XI Всемирных студенческих игр (1951) и II Международных дружеских спортивных игр молодежи (1955).
Александр Гомельский называет Раису Маментьеву в числе сильнейших баскетболисток своего времени (книга «Управление командой в баскетболе»).
Муж — Александр Венедиктович Маментьев (1915—1968), волейболист, заслуженный тренер РСФСР. Дети — Сергей (1953 г.р.), закончил МВТУ имени Баумана, полковник Российской армии и Галина (1958 г.р.) (в замужестве Огородникова), кандидат в мастера спорта по спортивной гимнастике, работала преподавателем в Московском областном педагогическом институте имени Н. К. Крупской, академическим директором НОУ «Алибра School».
Окончила ГЦОЛИФК. Работала тренером в Краснопресненской спортивной школе, затем старшим тренером-преподавателем по баскетболу в МГС ДСО «Трудовые резервы» с 1963 года. Последние годы работала в Лужниках контролером.
Скончалась 2 декабря 2001 года в Москве.